# 399
| [ Edytuj tabelę ] |                                           |
| Cesarz Bizancjum  | - 395 Arkadiusz 408                       |
| Władca Guptów     | - 375 Ćandragupta II 414                  |
| Chan Hunów        | - 390 Uldin 411                           |
| Władca Korei      | - 391 Kwanggaet’o Wielki 413              |
| Papież            | - 384 Syrycjusz 399 - 399 Anastazy I 401  |
| Król Persji       | - 388 Bahram IV 399 - 399 Jezdegerd I 420 |
| Cesarz Rzymu      | - 395 Flawiusz Honoriusz 423              |
| Król Wandalów     | - 359 Godigisel 406                       |
| Król Wizygotów    | - 395 Alaryk 410                          |

Rok 399 / CCCXCIX
stulecia: III wiek ~
IV wiek ~
V wiek

lata: 389 «
394 «
395 «
396 «
397 «
398 «
399
» 400
» 401
» 402
» 403
» 404
» 409

## Wydarzenia
Europa
- Powstanie Ostrogotów przeciw Cesarstwu wschodniorzymskiemu.
- 27 listopada – początek pontyfikatu Anastazego I.

## Urodzili się
- 19 stycznia – Aelia Pulcheria, święta, starsza siostra cesarza bizantyjskiego Teodozjusza II

## Zmarli
- 26 listopada – Syrycjusz, papież (ur. ?)
- 27 grudnia – Fabiola, święta kościoła katolickiego (ur. ?)
- data dzienna nieznana:
  - Bahram IV, król Persji (ur. ?)
  - Eutropiusz, polityk bizantyjski (ur. ?)
  - Ewagriusz z Pontu, mnich chrześcijański, teolog i mistyk (ur. 345)
  - Tribigild, ostrogocki żołnierz (ur. ?)